# Recherche et innovation en Belgique
 (avril 2021).
Si vous disposez d'ouvrages ou d'articles de référence ou si vous connaissez des sites web de qualité traitant du thème abordé ici, merci de compléter l'article en donnant les références utiles à sa vérifiabilité et en les liant à la section « Notes et références ».
En Belgique, les communautés supportent l'essentiel de la recherche fondamentale menée dans les institutions de l'enseignement supérieur (universités et hautes écoles).
Les régions supportent l'essentiel de la recherche et de l'innovation technologiques et industrielles.
Enfin, l'autorité fédérale, outre qu'elle soutient la recherche dévouée à quelques domaines (principalement l'aérospatiale, le nucléaire, le développement durable, la sécurité de la chaîne alimentaire), finance également les établissements scientifiques fédéraux, et se consacre à toute activité pour laquelle une prise de position ou une politique uniforme est requise, que ce soit au niveau national ou international.
En Belgique, deux tiers des activités de recherche et développement sont financées par le secteur des industries. Ces activités représentent pratiquement exclusivement (95 %) de la recherche en interne.